# Iashodá

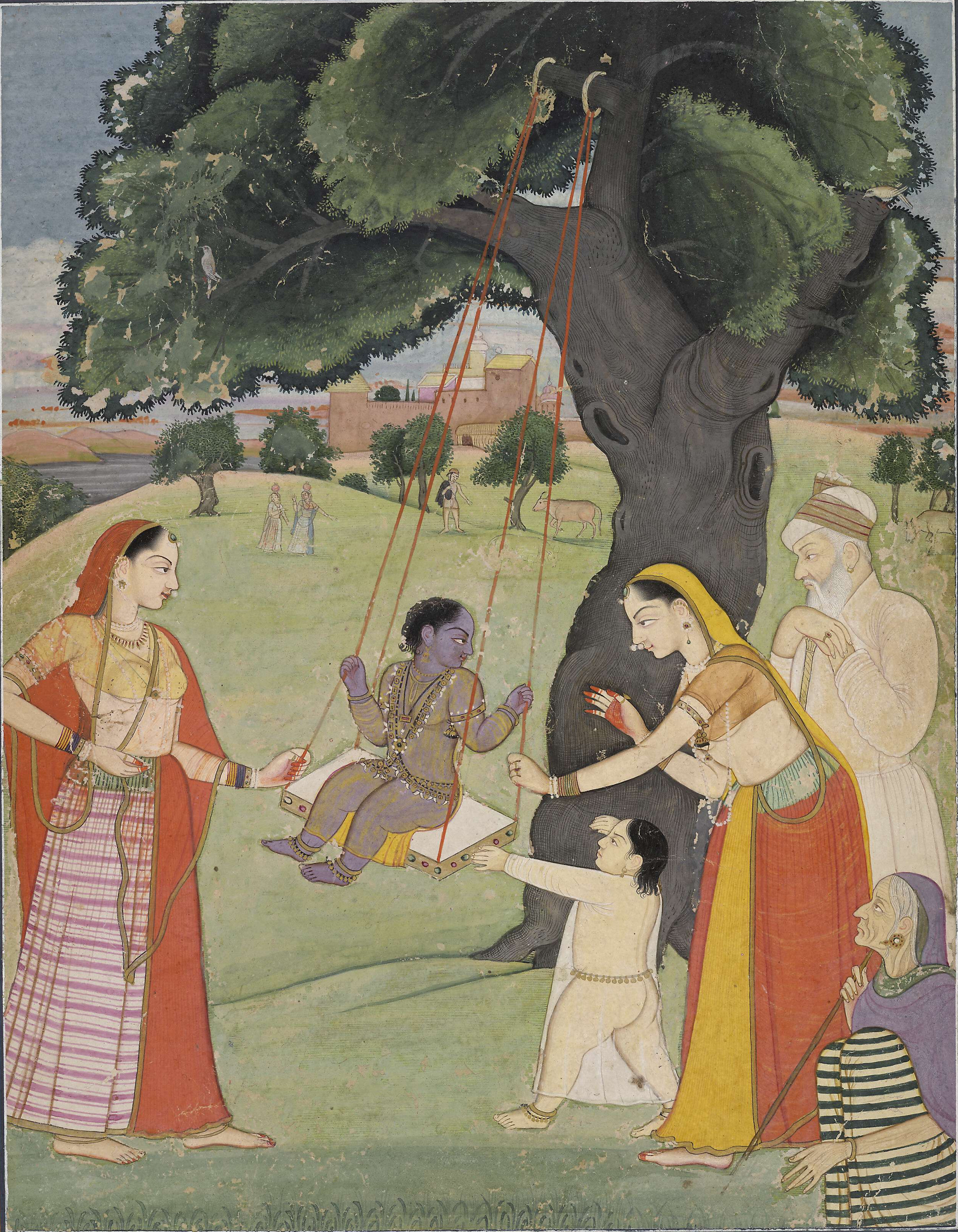
Iashodá y Nanda empujando al bebé Krisná en un columpio.

En el marco de la mitología hindú, Iashodá era la esposa de Nanda y madre adoptiva del dios Krisná.
- yaśodā, en el sistema AITS de transliteración.
- यशोदा, en letra devánagari.
- Pronunciación: en sánscrito se pronuncia iashodá y en inglés iashóda.

El Bhágavata-purana describe que Iashodá se convirtió involuntariamente en madre adoptiva de Krisná, cuando Vasudeva reemplazó a la verdadera hija recién nacida de Iashodá por el bebé Krisná recién nacido e inmediatamente la llevó para que fuera asesinada por el rey Kamsa (tío de Krisná).
El sabio Nárada Muni, que fue el encargado de desencadenar el advenimiento de Krisná, visitó al malvado rey Kansa, durante el casamiento de su prima Devakí con Vasudeva, y le advirtió que sería asesinado por un hijo de ella.
Entonces Kamsa encarceló a la pareja.
Cuando estos tuvieron su primer hijo, Kamsa llegó a la mazmorra y lo asesinó.
Entonces Vasudeva y Devaki comenzaron a tener un hijo tras otro, y Kamsa se los fue matando.
El séptimo, Balarama, escapó de la muerte al ser transferido desde el útero de Devakī al de Rójini (otra esposa de Vasudeva, que vivía en Gokula), mientras que una niña (encarnación de Ioga Maia) fue transferida al útero de Iashodá (amiga de Rójini).
Finalmente, cuando ya habían tenido 7 hijos, una medianoche se les apareció el dios Visnú de cuatro brazos, y les dijo que serían los padres de su encarnación como Krisná.
Según la leyenda, Krisná no nació a partir de la conexión sexual entre Devakí y Vasudeva, sino que fue transferido desde el corazón de Vasudeva al útero de Devakí.
El bebé apareció ante ellos mágicamente.
Ese octavo hijo solo estuvo un instante en la cárcel: los guardias se durmieron, las puertas de la prisión se abrieron solas, y Vasudeva tomó en brazos al bebé y caminó hasta Gokula, a unas tres horas de camino.
Para protegerlo de la lluvia, la serpiente Ananta Sesha (encarnación de Sankarshana) lo cubrió con sus mil caperuzas.
Cuando Vasudeva se encontró con el río Iamuna, las aguas se abrieron para él (eso demostraría que en la antigüedad Gokula se encontraba en la ribera izquierda del río Iamuna).
En Gokula entró en la casa de Nanda y Iashodá, que se encontraban durmiendo, y dejó a Krisná en reemplazo de Maya hija recién nacida de Iashodá.
Volvió a la cárcel en Mathurá, se volvió a encerrar en la mazmorra, y Kamsa vino y tomó a la niña para asesinarla.
Devakí le pidió por la vida de ella, indicando que la profecía se refería solo a sus hijos varones.
Pero Ioga Maia se escapó de las manos del rey y se convirtió en la diosa de ocho brazos, armada hasta los dientes, que lo espetó: «Estúpido, tu muerte ya ha nacido en este planeta».
Y desapareció.
Al darse cuenta de que Krisná había escapado vivo, Kamsa mandó matar a todos los bebés recién nacidos en las cercanías de Mathurá.
(Compárese con el mito cristiano de la Matanza de los Inocentes).
Devakī y Vasudeva siguieron presos hasta que Krisná los liberó 16 años más tarde, al matar al rey Kamsa.
En total estuvieron presos unos 24 años.

## Iashodá y Krisná

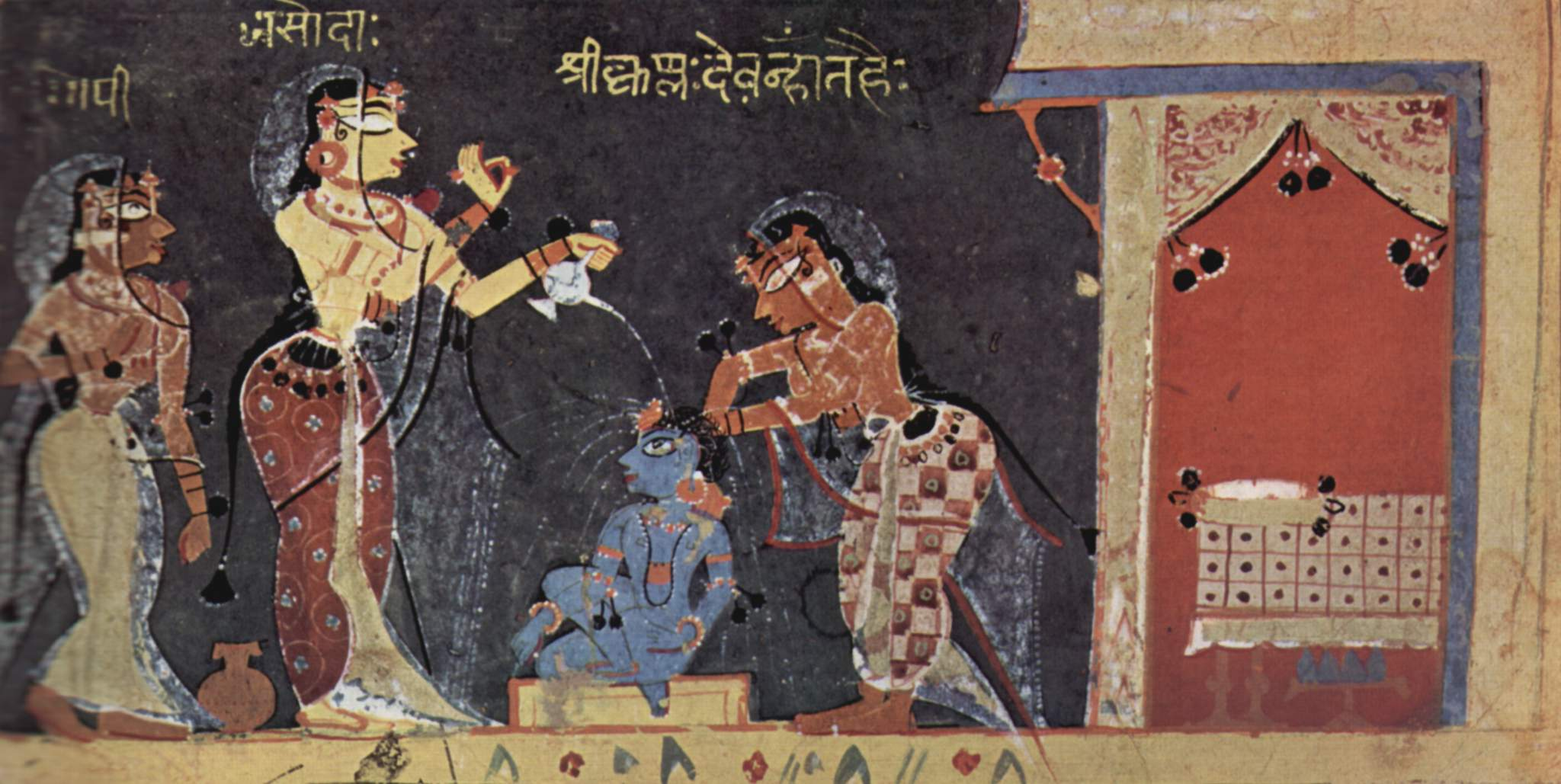
Ilustración de un manuscrito del Bhágavata Puraná (ca. 1500 d. C.), Iashodá baña al niño Krisná.

Muchos pasatiempos (līlā, ‘diversiones’) de la infancia de Krisná involucran a Iashodá:
- Los amiguitos de Krisná lo denunciaron a su madre por haber comido tierra. Ella le preguntó si tenía tierra en la boca, entonces él la abrió y dentro se encontraba la Tierra, los planetas y su vishua rupa (forma como el universo) completo. Ella no puede creer que él sea Dios.
- La madre Iashodá se enoja porque Krisná come mantequilla lo castiga atándolo con una cuerda a un mortero de madera. Al verla, el sabio Nárada dijo: «Enna davam saidhanai, yashodá (‘qué penitencias habrás hecho para poder castigar a Dios’)».

## Iashodá y Balarama
Iashodá también crio a Balarāma (el hijo de Rohini) y a la niña Subhadra (aunque el Bhágavata Puraná no la menciona en la infancia de Krisná en Vrindávana).
En otros textos se dice que Iashodá también tuvo una hija verdaderamente propia, llamada Ekānaṅgā.